# 佩多西 (赫梅利尼克區)
49°29′40″N 27°50′50″E / 49.49444°N 27.84722°E
佩多西（烏克蘭語：Педоси），是烏克蘭的村落，位於該國西南部文尼察州，由赫梅利尼克區負責管轄，面積1.3平方公里，海拔高度302米，2001年人口253，人口密度每平方公里194.62人。